# Stazione di Goppenstein
La stazione di Goppenstein è una stazione ferroviaria posta sulla linea del Lötschberg, presso l'imbocco meridionale dell'omonimo tunnel. Serve il centro abitato di Goppenstein, frazione del comune di Ferden.